# 莱茵明斯特
莱茵明斯特是德国巴登-符腾堡州的一个市镇。总面积42.50平方公里，总人口6576人，其中男性3346人，女性3230人（2011年12月31日），人口密度155人/平方公里。